# جرسیف
جرسیف (به فرانسوی: Guercif) در مراکش با جمعیت ۵۷٬۳۰۷ نفر است که در تازه الحسیمه تاونات واقع شده‌است.